# Provincia de Silesia
La provincia de Silesia fue una de las provincias del Reino de Prusia desde 1740 hasta 1918. Su capital fue Breslavia. Durante la República de Weimar, en 1919, Silesia fue dividida en dos provincias separadas: la Alta Silesia y la Baja Silesia.

## Historia

Fronteras modernas (siglo XXI) y límites históricos de Silesia:
Silesia austriaca hasta la anexión prusiana de la región en 1740
Silesia prusiana en 1871

En 1740, Federico II el Grande de Prusia anexó Silesia como parte de la guerra de sucesión austriaca (1740-1748). Al final de la guerra, el Reino de Prusia había conquistado casi toda Silesia, mientras algunas partes de Silesia en el extremo suroriental, como los Ducados de Cieszyn y Opava, permanecían en posesión de la Casa de Habsburgo.
La guerra de los Siete Años (1756-1763) confirmó el control prusiano sobre la mayoría de Silesia y se convirtió en una de las provincias más leales de Prusia. En 1815 el área alrededor de Görlitz, antiguamente parte de Sajonia, fue incorporada a la provincia después de las guerras napoleónicas.
Como provincia prusiana, Silesia se convirtió en una parte del Imperio alemán durante la unificación alemana en 1871. Había una considerable industrialización en Silesia y mucha gente se trasladó allí en esa época. De acuerdo con el censo de 1905, tres cuartas partes de los habitantes eran germanos, mientras la masa de población al este del Óder eran polacos.
En 1919, Silesia fue reorganizada en dos provincias la Baja Silesia (Niederschlesien) y la Alta Silesia (Oberschlesien). Entre 1938 y 1941 la Alta y la Baja Silesia fueron otra vez brevemente unificadas como una sola provincia.